# BMW Oracle Racing

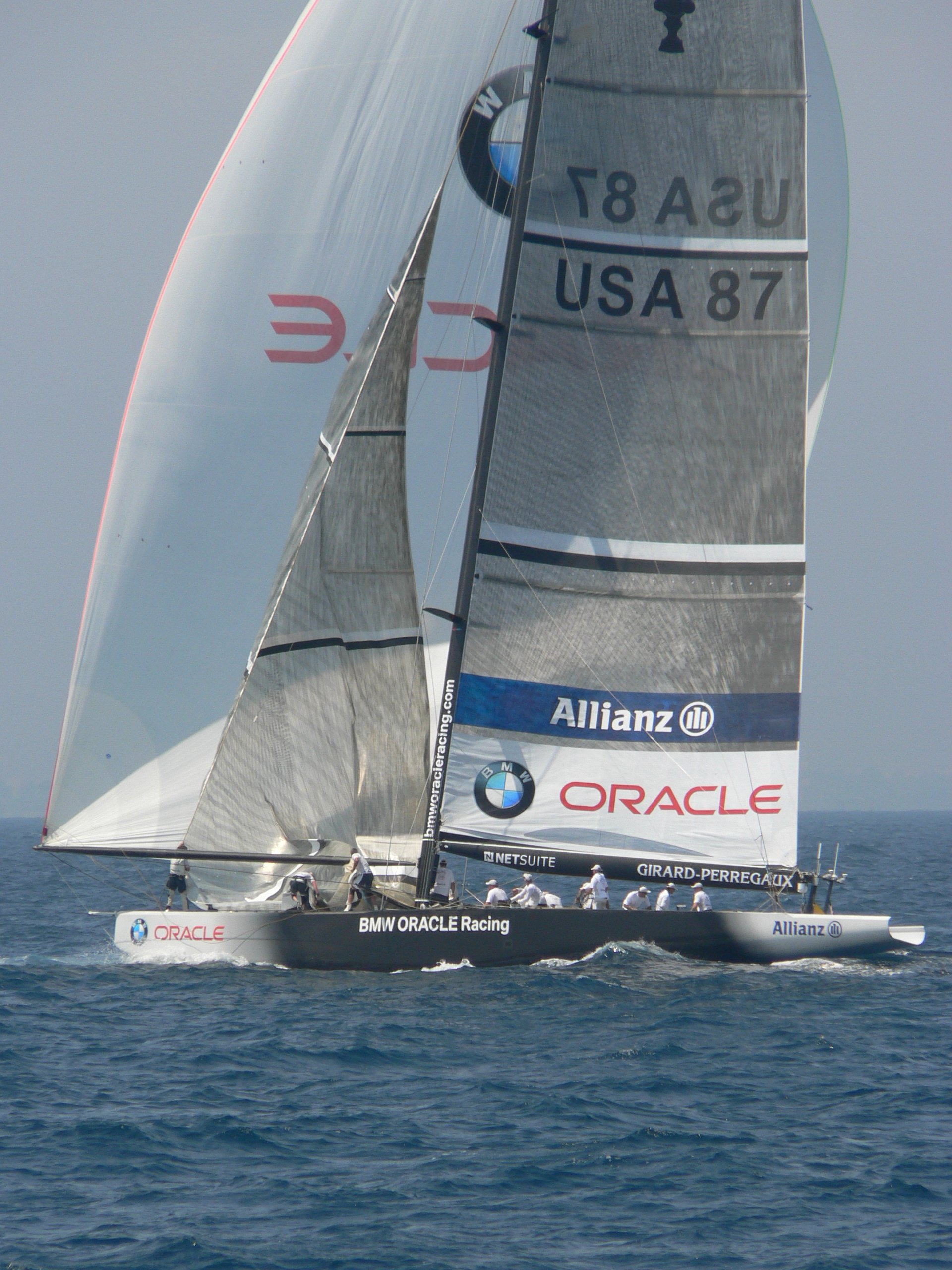
America’s-Cup-Yacht USA 87 (2006)

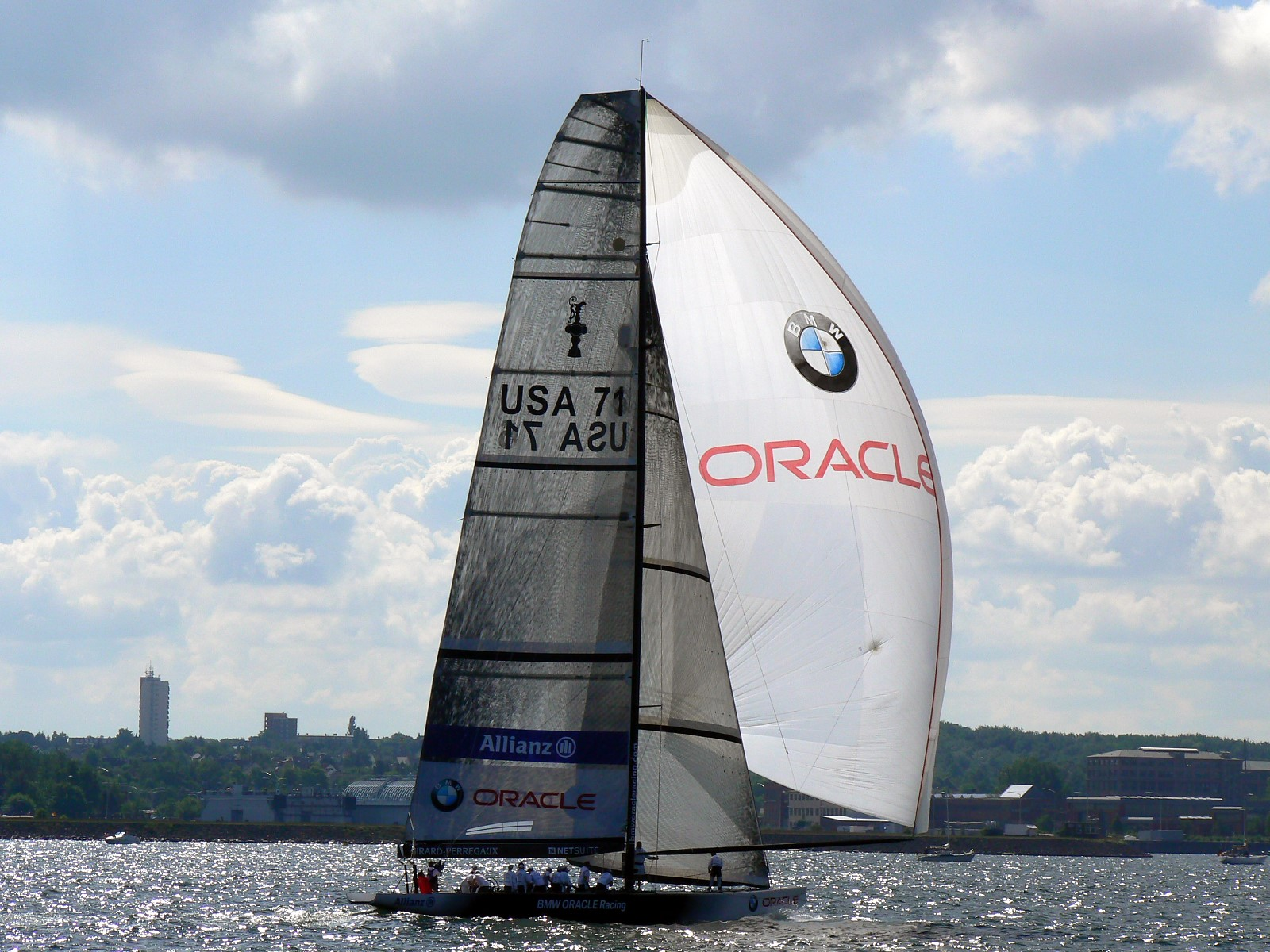
German Sailing Grand Prix Kiel 2006 (USA 71)

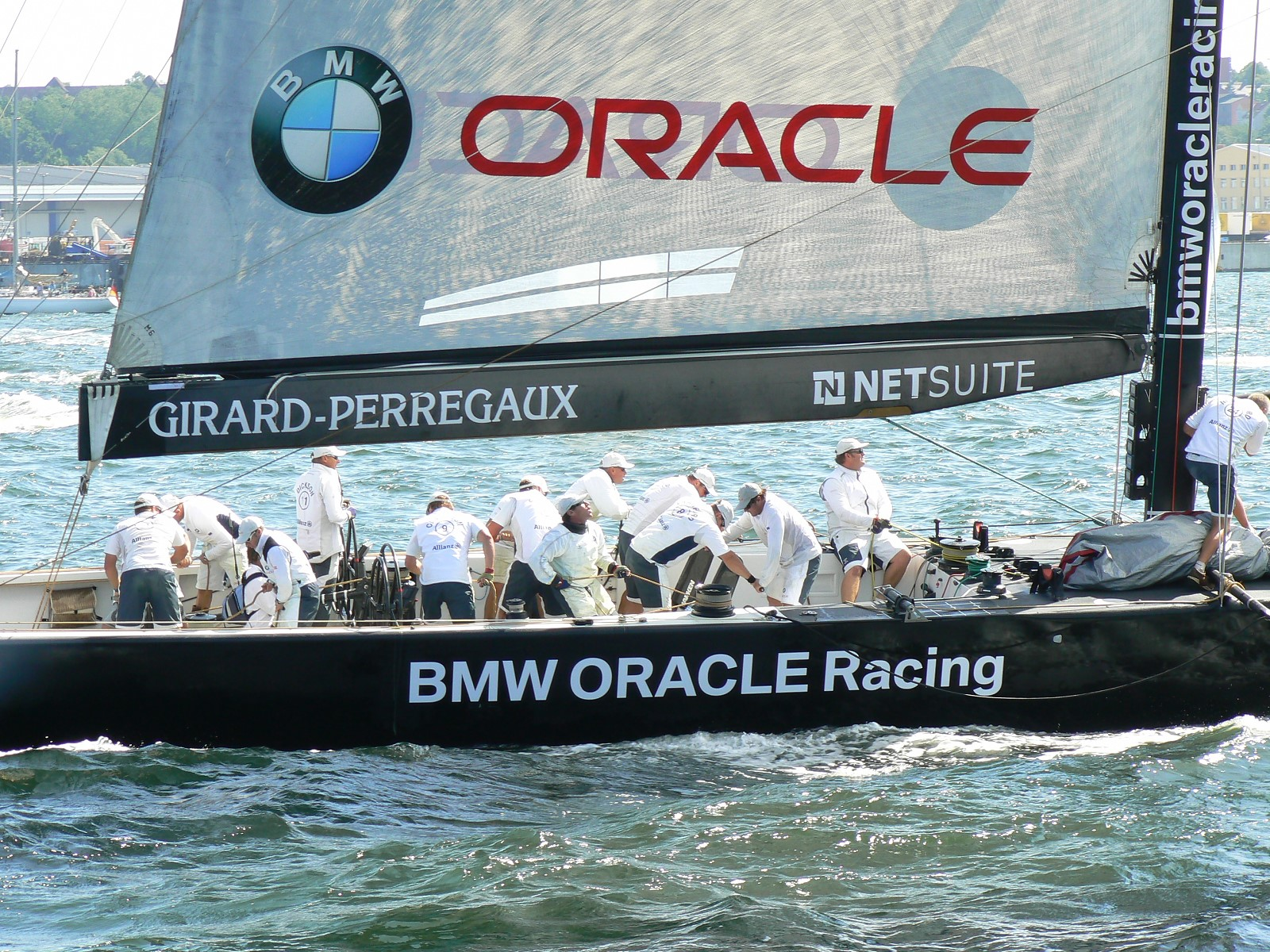
Beim German Sailing Grand Prix Kiel 2006

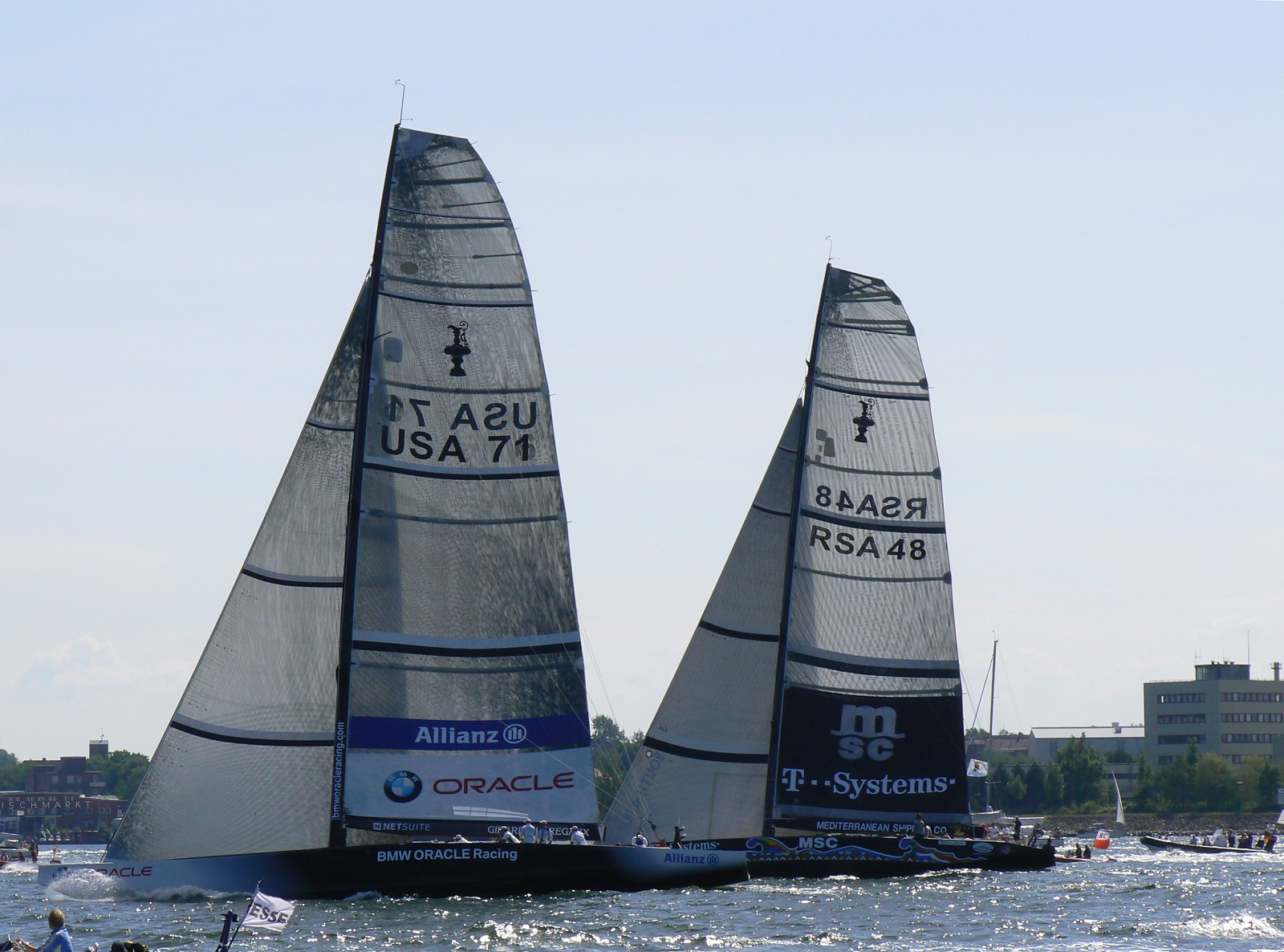
German Sailing Grand Prix Kiel 2006: BMW Oracle Racing und Team Shosholoza

BMW Oracle Racing ist der Name eines Herausforderer-Teams um den 32. America’s Cup 2007, der vor Valencia stattfand. Ins Leben gerufen wurde das Syndikat, das unter der Flagge des Golden Gate Yacht Club (San Francisco, USA) antrat, von Oracle-Gründer Larry Ellison. Als Challenger of Record hatte BMW Oracle Racing traditionell gemeinsam mit Titelverteidiger Alinghi (Schweiz) das Rahmenreglement für die 32. Auflage des America’s Cup mit dem Ziel festgelegt, den Wettbewerb an die Anforderungen der modernen Mediengesellschaft anzupassen und einer breiteren Öffentlichkeit näherzubringen.

## Teilnahme 2003

### Das Team
Gegründet wurde das Team als „Oracle Racing“ im Jahr 2000 von Larry Ellison. Das Syndikat fußte auf Ellisons Sayonara-Kampagne, mit der der Software-Milliardär fünf Maxi-WM-Titel in Folge geholt hatte. Im Sommer 2002 engagierte sich, damals etwas überraschend, der Automobilhersteller BMW als Hauptsponsor, das Team trug ab diesem Zeitpunkt den Namen Oracle BMW Racing und galt neben Alinghi, Prada und OneWorld als Favorit auf den Gewinn des Louis Vuitton Cup. Mit den beiden starken Partnern Oracle und BMW sowie einer hervorragend besetzten internationalen Crew war Oracle BMW Racing wie Alinghi das Paradebeispiel einer neuen Generation von America’s-Cup-Herausforderungen.

### Louis Vuitton Cup 2002/03
Der Start in den Louis Vuitton Cup verlief dennoch durchwachsen. In der ersten Vorrunde kam das Team auf für sein Potenzial enttäuschende 5:3-Siege. Ellison reagierte und holte den zuvor aus dem Team ausgeschiedenen Neuseeländer Chris Dickson als Skipper zurück aufs Boot. Es folgten elf Siege am Stück und schließlich das Finale gegen Alinghi. Die Serie ging mit 1:5 verloren, war aber weit enger als es die nackten Zahlen ausdrücken. Alinghi gewann im Anschluss auch den America’s Cup gegen Titelverteidiger Team New Zealand. Mit der Zieldurchfahrt im fünften Rennen unterzeichneten Vertreter von Oracle BMW Racing und Alinghi als neuer Titelverteidiger eine Vereinbarung zur Durchführung des 32. America’s Cup.

## Teilnahme 2007

### Das Team
Oracle BMW Racing war nun Challenger of Record für 2007. Alinghi-Besitzer Ernesto Bertarelli und sein Pendant Larry Ellison hatten eine gemeinsame Vision. Der America’s Cup soll ein modernes, globales Sportereignis für die breite Öffentlichkeit und interessant für Sponsoren werden. Das gemeinsam erarbeitete Reglement soll die Grundlagen legen. Auch das Team entwickelte sich weiter. Im Sommer 2004 wurde die Partnerschaft mit BMW erneuert und das Team in BMW Oracle Racing umbenannt, da BMW nun nicht mehr nur Sponsor war, sondern sich nun auch Beiträge technischer Natur und im Marketing leistete. Mit der Leitung der Kampagne für 2007 wurde Skipper Chris Dickson betraut, der erneut ein schlagkräftiges internationales Team zusammenstellte. Auch wenn es personell zu einigen Umbesetzungen kam (so schied der US-Amerikaner und siegreiche Volvo-Ocean-Race-Skipper John Kostecki aus der Kampagne aus, dafür kam der Deutsche Tony Kolb ins Team) wird BMW Oracle Racing erneut zu den Top-Favoriten gerechnet.

### Louis Vuitton Acts 2005–2007
Teil der Neuerungen zum 32. America’s Cup sind Regatten im Vorfeld, die 13 sogenannten Louis Vuitton Acts, an denen alle Herausforderer und der Titelverteidiger teilnehmen müssen. Sie dienen einerseits der Vorbereitung und sollen vor allem den kleineren Teams Gelegenheit zur Wettkampfpraxis bieten, andererseits für mediale Aufmerksamkeit sorgen. Sportlich deutet sich nicht ganz unerwartet an, dass die so genannten „Big Four“ BMW Oracle Racing, Alinghi, Team New Zealand und Luna Rossa Challenge den Cup-Sieg 2007 untereinander ausmachen werden. BMW Oracle Racing erreichte bei den Acts 1–12 folgende Platzierungen: 1-3-3-3-4-2-2-4-2-1-4-3.

### Louis Vuitton Cup 2007
In den Round Robins (2 × jeder gegen jeden) qualifizierte sich BMW Oracle Racing als 2. hinter Emirates Team New Zealand für die Halbfinale gegen Luna Rossa Challenge und schied dort 1:5 aus.

## Teilnahme 2010
Für die Teilnahme am 33. America’s Cup entwickelte das Team einen neuen Trimaran namens BMW Oracle Racing 90 (BOR90). Mit diesem gewann es am 14. Februar 2010 den Wettkampf gegen Alinghi bereits nach dem zweiten Rennen. Dem Cup gingen massive juristische Streitereien voran, welche vor amerikanischen Gerichten ausgetragen wurden.